# Krušovice

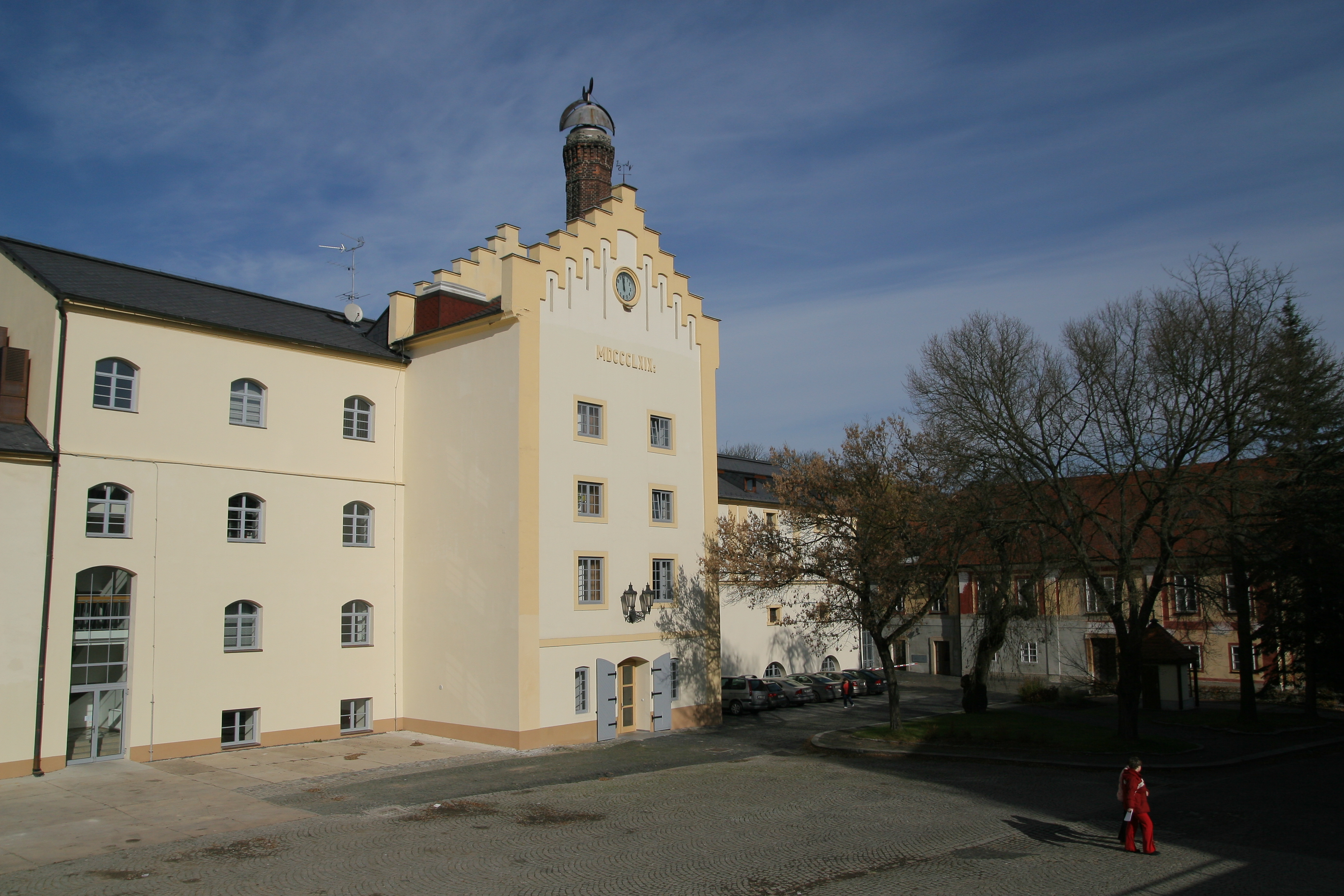
Krušovices bryggeri

Královský pivovar Krušovice, Det Kungliga Bryggeriet i Krušovice, är ett av Tjeckiens äldsta bryggerier. 
Bryggeriet  grundades redan 1517 av Jiří Birka i den lilla byn Krušovice i centrala Böhmen, där det bryggs än idag. Kung Rudolf II uppmärksammade ölet då han letade efter ett bra öl. Det äldsta bevarade dokumentet som nämner bryggeriet är daterat till 1581. 1583 köpte kung Rudolf II bryggeriet, vilket gör Krušovice till den första och fram till denna dag det enda bryggeri som någonsin har ägts av den tjeckiska kungafamiljen. Krušovice fick då tillåtelse av Rudolf II att använda sig av den kungliga kronan i sin logotyp. Krušovice tillhörde kronan i 100 år och är fortfarande det officiella ölet som serveras i Prags slott. I juli 2007 blev bryggeriet en del av Heineken.
Krušovice har vunnit ett flertal priser de senaste åren:
Krušovice Imperial är en ljus lager:
- Silvermedalj i International Beer Challenge, 2011, London, Storbritannien
- Guldmedalj i World Beer Cup, 2006, Seattle, USA

Krušovice Černé är ett mörk lager:
- Guldmedalj - International Beer Challenge, 2011, London, Storbritannien
- Premierad "Världens bästa mörka lager", 2009, London, Storbritannien